# Sistema de Seleção Unificada

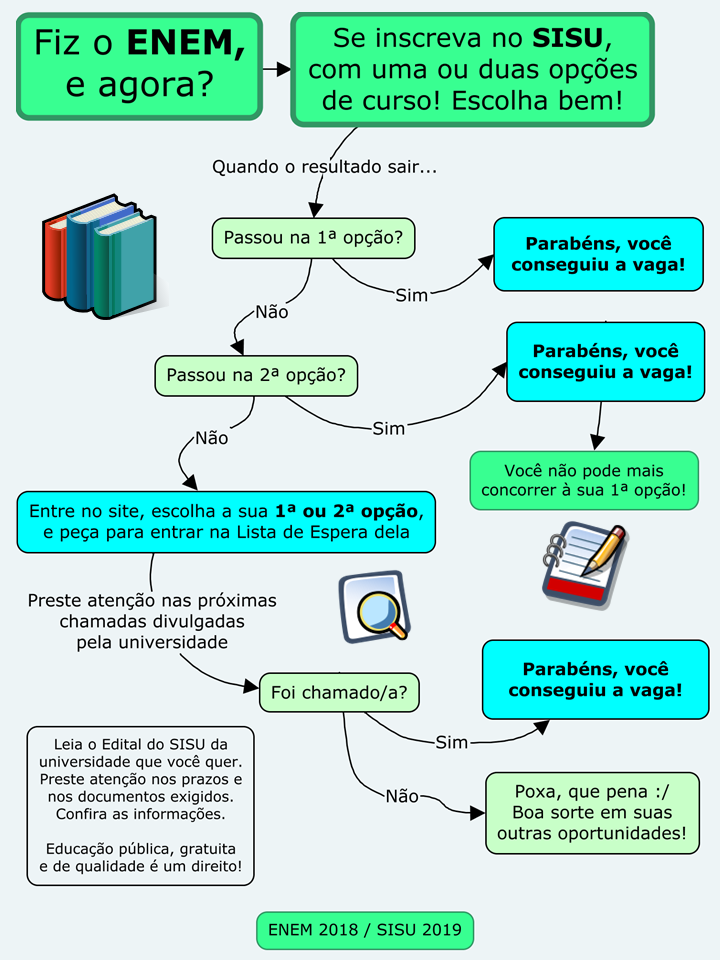
Fluxograma com orientações para candidatos sobre como o Sisu funciona.

Sistema de Seleção Unificada (Sisu) é uma plataforma digital no ar desde janeiro de 2010 sendo desenvolvida pelo Ministério da Educação brasileiro e utilizada pelos estudantes que realizaram o Exame Nacional do Ensino Médio (Enem) para se inscreverem nas instituições de ensino superior que aderiram total ou parcialmente, com uma certa porcentagem de suas vagas, à nota do Enem como forma de ingresso, em substituição ao vestibular.
O sistema tem por base o mesmo projeto do Programa Universidade para Todos (ProUni), e sua dinâmica é por turnos. Durante o dia, fica aberto a seleção e modificação por parte dos estudantes e na madrugada (23h:59min às 01h:59min) é fechado a edições. Neste momento o sistema gera o ranking classificatório. No próximo dia, o sistema é reaberto para os estudantes verificarem sua classificação no curso escolhido e se desejarem alterar o curso e a universidade. A prova também é feita por pessoas com interesse em ganhar bolsa integral ou parcial em universidade particular através do ProUni. Desde 2014 serve também para obtenção de financiamento através do fundo de Financiamento do Ensino Superior (FIES).

## Utilização

### Evolução do número de vagas

#### 2011
Na edição de 2011/1 foram oferecidas 83 125 vagas em 83 instituições públicas de ensino superior. A oferta representou um aumento de 77% em relação à edição do primeiro semestre de 2010, quando 47 mil vagas foram disponibilizadas pelo sistema.

#### 2012/13
Na primeira edição de 2012 ofereceram-se 108 552 vagas por 92 instituições em 3 327 cursos. Já em 2013 ofereceram-se 129 319 vagas em 101 instituições. O número de vagas cresceu 18% em relação ao ano anterior.

#### 2014
Em 2014 houve a oferta de 171 401 vagas em 4 723 cursos de 115 instituições públicas de educação superior na primeira edição e 51 412 vagas em 1 447 cursos, distribuídos em 67 instituições federais e estaduais na segunda edição.

#### 2015-17
Na primeira edição de 2015 foram oferecidas 205 514 vagas. Em 2016 houve um crescimento de 10,9%, tendo o Sisu oferecido 228 071 vagas vagas em 6 323 cursos de 131 instituições. Já em 2017 se ofereceram 238 397 vagas no mesmo número de instituições.

#### 2023/24
Em 2023, foram ofertadas 226 399 vagas para 6 402 cursos de graduação em 128 instituições para a primeira edição (2023/1) e 51 277 vagas para 1 666 cursos em 65 instituições para a segunda edição (2023/2).
Em 2024, em edição única, foram oferecidas 264 254 vagas em 127 instituições públicas de educação superior.

### Universidades participantes
Atualmente as instituições que integram o sistema unificado são 94 universidades estaduais e federais, todos os 35 institutos federais e os 2 centros federais de educação tecnológica. Em 2016, foram abertas cerca de 228 mil vagas em 131 instituições públicas no primeiro semestre, além de outras 55 mil vagas em 42 instituições.

## Funcionamento do sistema
O processo acontece uma vez ao ano e o candidato pode escolher até duas opções de curso, sendo permitidas alterações durante o período de inscrição. As instituições podem estabelecer pesos diferentes por matéria para cada curso e nota mínima por curso.
A nota de corte é a menor nota para ficar entre os selecionados em um curso, com base no número de vagas e no total de candidatos. Uma vez por dia, o Sisu calcula e divulga a nota de corte para cada curso.

### Critérios de desempate
O desempate depende dos seguintes critérios, nesta ordem: maior nota em Redação; maior nota em Linguagens, Códigos e suas Tecnologias; maior nota em Matemática e suas Tecnologias; maior nota em Ciências da Natureza e suas Tecnologias; e maior nota em Ciências Humanas e suas Tecnologias.
Dessa forma, o candidato deve efetuar as suas opções de curso e alterá-las durante o período de inscrição de modo a adequá-las às notas de corte. Como a nota de corte varia diariamente, é possível que num dia o candidato esteja acima da nota de corte de um curso, mas no outro esteja abaixo, ou vice-versa. Dessa forma, é necessário que os candidatos monitorem as notas de corte todos os dias, durante o período de inscrição, a fim de conseguir a aprovação no melhor curso possível dentre aqueles que ele almeja e evitar não ser aceito em nenhum curso.

### Ampla concorrência e ação afirmativa
Existem formas diferentes de concorrer para uma vaga no Sisu. Vagas para ampla concorrência são destinadas a qualquer um que tenha feito o Enem.
Cada instituição pode optar por ofertar vagas de ação afirmativa própria, reservando vagas para setores da população, como para refugiados ou professores de ensino básico. É possível também oferecer bônus na nota para pessoas que se encaixem em determinadas situações.
Existem também vagas reservadas pela Lei de Cotas, que se aplica somente a instituições federais, como universidades e institutos federais. Até 2016, as vagas para a Lei de Cotas eram divididas em quatro categorias. A primeira diz respeito a candidatos com renda familiar per capita igual ou inferior a um salário mínimo e meio que tenham cursado todo o Ensino Médio em escolas públicas; candidatos autodeclarados pretos, pardos ou indígenas, com renda familiar bruta per capita igual ou inferior a um salário mínimo e meio e que tenha cursado todo o Ensino Médio em escolas públicas; candidatos que tenham cursado todo o Ensino Médio em escolas públicos, independentemente da renda familiar; e candidatos cotistas autodeclarados pretos, pardos ou indígenas que tenham cursado todo o Ensino Médio em escolas públicos, independentemente da renda familiar.

##### Reserva de vagas para pessoas com deficiência
Em 2013, um promotor do Ministério Público Federal no Ceará entrou com uma ação na Justiça Federal contra o Ministério da Educação para garantir a reserva de vagas às pessoas com deficiência nas instituições de ensino superior que fazem uso das notas do sistema. Na época, o Sisu já possui cotas sociais para candidatos pardos, pretos e indígenas, e também a estudantes oriundos de escolas públicas. Essa solicitação se concretizou em parte pela Lei 13.409/2016, que institui cotas para pessoas com deficiência, aumentando o número de categorias para oito.

### Lista de espera
Ao inscrever-se no Sisu, o estudante pode optar por uma ou duas opções de curso. Caso seja convocado na 1ª opção, deve fazer sua matrícula nela. Caso não seja, passa à 2ª opção. Até 2018, o estudante que não fosse aprovado na 1ª opção e que fosse convocado na 2ª poderia optar por entrar na lista de espera da 1ª opção, aguardando convocação em chamada posterior pela IES. No entanto, ele somente se poderia manter na lista de espera da 1ª opção. A partir de 2019, o estudante que não for chamado à 1ª opção e que for chamado à 2ª não pode mais concorrer a nenhuma lista de espera. O estudante que não for convocado para nenhuma opção, no entanto, poderá optar por ocupar a lista de espera de sua 1ª ou 2ª opção. Isso foi estabelecido na Portaria do MEC Nº 1.117, de 1º de novembro de 2018.

## Problemas

### Travamento do sistema
Na sexta-feira de 29 de janeiro de 2010 foi aberto pela primeira vez e, desde então, tem recebido críticas referentes à instabilidade e lentidão por parte dos estudantes e da mídia. A capacidade informada em 2010 pelo MEC é de 200 mil acessos simultâneos.
Os problemas de acesso e lentidão voltaram a ocorrer em 2011 o que fez com que uma decisão judicial obrigasse o MEC a estender o prazo de inscrições.

### Vazamento de Informações
Em 2011 ocorreu vazamento de informações. Ao entrar no sistema utilizando seu próprio código de acesso, o candidato podia acessar dados como desempenho e opção de cursos de outros candidatos.
Em 2013, um novo vazamento ocorreu. Desta vez, o candidato podia acessar dados como notas das provas, número do telefone celular e o e-mail de outros candidatos através do sistema de ajuda. De acordo com o MEC, a falha foi consertada alguns minutos após a abertura das inscrições para o programa.

### Abuso da recuperação de senhas
Em 2016, o sistema alterou seu mecanismo de alteração de senhas perdidas, enfraquecendo sua segurança. Até ao ano anterior, era necessário fornecer o endereço de e-mail ou número de telefone celular utilizado durante o cadastro no Enem para que uma nova senha fosse gerada e enviada para o usuário por um desses meios. Após a alteração, bastava se fornecerem certos dados pessoais (CPF, nome da mãe, residência e data de nascimento) para que o sistema aceitasse uma nova senha fornecida pelo usuário. Como, em muitos casos, tais informações estão disponíveis publicamente, alguns alunos foram vítimas de vandalismo, tendo suas contas invadidas e opções de curso alteradas por terceiros.